# Liga Nacional de Básquetbol Femenino
La Liga Nacional de Básquetbol Femenino, también conocida simplemente por sus siglas LNBF, es el máximo nivel profesional femenino de baloncesto de Paraguay. Sus torneos se disputan anualmente desde 1949 (con solo 11 interrupciones), y es organizada por la Confederación Paraguaya de Básquetbol. 
En algunos años el campeón absoluto se definía en una finalísima entre los ganadores de los torneos Apertura y Clausura, en el caso de que un mismo club no haya logrado ganar ambos torneos, en cuyo caso ganaba automáticamente el título absoluto.
En años anteriores el título absoluto lo obtenía el ganador de la Copa de Campeones, que se disputaba entre los campeones del Top Profesional Metropolitano y la Liga Nacional. 
Desde el 2017 se estableció que cada campeonato (Apertura y Clausura) será considerado como título absoluto y se tendrá dos campeones por año. Luego de la pandemia de COVID-19 se volvió a jugar de forma anual.

## Equipos

### Temporada 2024
Participan 6 equipos en la temporada 2024 de la LNBF.
| Equipo              | Recinto                         | Ciudad   |
| ------------------- | ------------------------------- | -------- |
| Ciudad Nueva        | Polideportivo Luis Fernández    | Asunción |
| Colonias Gold       | Estadio Municipal Ka'a Poty     | Obligado |
| Deportivo San José  | Polideportivo León Condou       | Asunción |
| Féliz Pérez Cardozo | Polideportivo Efigenio Gonzalez | Asunción |
| Olimpia Queens      | Polideportivo ODD               | Asunción |
| Sol de América      | Polideportivo Luis Oscar Giagni | Asunción |

## Palmarés
Desde sus inicios hasta la temporada 2016 solo había un campeón absoluto por año. Desde la temporada 2017 cada título (Apertura/Clausura) se considera como título absoluto, por lo que hay dos campeones por año.
| 1  | 1949          | Libertad                         |
| 2  | 1950          | Libertad                         |
| 3  | 1951          | Libertad                         |
| 4  | 1952          | Guaraní                          |
| 5  | 1953          | Ciudad Nueva                     |
| 6  | 1954          | Ciudad Nueva                     |
| 7  | 1955          | Ciudad Nueva                     |
| 8  | 1956          | Ciudad Nueva                     |
| 9  | 1957          | Ciudad Nueva                     |
| 10 | 1958          | Olimpia                          |
| 11 | 1959          | Ciudad Nueva                     |
| 12 | 1960          | Olimpia                          |
| 13 | 1961          | Ciudad Nueva                     |
| 14 | 1962          | Cerro Porteño                    |
| 15 | 1963          | Cerro Porteño                    |
| 16 | 1964          | Cerro Porteño                    |
| 17 | 1965          | Cerro Porteño                    |
| 18 | 1966          | Cerro Porteño                    |
| 19 | 1967          | Cerro Porteño                    |
| 20 | 1968          | Guaraní                          |
| 21 | 1969          | Guaraní                          |
| 22 | 1970          | Guaraní                          |
| #  | 1971          | No se disputó                    |
| 23 | 1972          | Olimpia                          |
| 24 | 1973          | Guaraní                          |
| 25 | 1974          | Guaraní                          |
| 26 | 1975          | Guaraní                          |
| 27 | 1976          | Félix Pérez Cardozo              |
| 28 | 1977          | Félix Pérez Cardozo              |
| 29 | 1978          | Félix Pérez Cardozo              |
| 30 | 1979          | Félix Pérez Cardozo              |
| 31 | 1980          | Félix Pérez Cardozo              |
| 32 | 1981          | Félix Pérez Cardozo              |
| 33 | 1982          | Félix Pérez Cardozo              |
| #  | 1983 - 1990   | No se disputó                    |
| 34 | 1991          | Olimpia                          |
| #  | 1992          | No se disputó                    |
| 35 | 1993          | Olimpia                          |
| #  | 1994          | No se disputó                    |
| 36 | 1995          | Olimpia                          |
| #  | 1996 - 1997   | No se disputó                    |
| 37 | 1998          | Olimpia                          |
| #  | 1999          | No se disputó                    |
| 38 | 2000          | Club Área 4                      |
| 39 | 2001          | Universidad Autónoma de Asunción |
| 40 | 2002          | Olimpia                          |
| 41 | 2003          | Deportivo San José               |
| 42 | 2004          | Olimpia                          |
| 43 | 2005          | Olimpia                          |
| 44 | 2006          | Sol de América                   |
| 45 | 2007          | Olimpia                          |
| 46 | 2008          | Sol de América                   |
| 47 | 2009          | Olimpia                          |
| 48 | 2010          | Olimpia                          |
| 49 | 2011          | Olimpia                          |
| 50 | 2012          | Libertad                         |
| 51 | 2013          | Sol de América                   |
| 52 | 2014          | Libertad                         |
| 53 | 2015          | Sol de América                   |
| 54 | 2016          | Sol de América                   |
| 55 | 2017-Apertura | Olimpia                          |
| 56 | 2017-Clausura | Sol de América                   |
| 57 | 2018-Apertura | Sol de América                   |
| 58 | 2018-Clausura | Sol de América                   |
| 59 | 2019-Apertura | Sol de América                   |
| 60 | 2019-Clausura | Sol de América                   |
| #  | 2020          | No se disputó                    |
| 61 | 2021          | Félix Pérez Cardozo              |
| #  | 2022          | No se disputó                    |
| 62 | 2023          | Félix Pérez Cardozo              |
| 63 | 2024-Apertura | Félix Pérez Cardozo              |

1. 1 2  Recibe automáticamente el trofeo sin disputarlo, por ganar las dos competencias principales.
2. 1 2  Recibe automáticamente el trofeo sin disputarlo, por ganar ambos torneos, el Apertura y el Clausura.

| 2007 | Apertura        | Olimpia        |
| 2007 | Clausura        | Sol de América |
| 2011 | Top Profesional | Olimpia        |
| 2011 | Liga Nacional   | Olimpia        |
| 2012 | Top Profesional | Libertad       |
| 2012 | Liga Nacional   | Libertad       |
| 2015 | Apertura        | Sol de América |
| 2015 | Clausura        | Sol de América |
| 2016 | Apertura        | Sol de América |
| 2016 | Clausura        | Sol de América |

## Campeonatos por equipo
| Club                             | Títulos absolutos | Años                                                                                      |
| -------------------------------- | ----------------- | ----------------------------------------------------------------------------------------- |
| Olimpia                          | 15                | 1958, 1960, 1972, 1991, 1993, 1995, 1998, 2002, 2004, 2005, 2007, 2009, 2010, 2011, A2017 |
| Sol de América                   | 10                | 2006, 2008, 2013, 2015, 2016, C2017, A2018, C2018, A2019, C2019                           |
| Félix Pérez Cardozo              | 10                | 1976, 1977, 1978, 1979, 1980, 1981, 1982, 2021, 2023, A2024                               |
| Guaraní                          | 7                 | 1952, 1968, 1969, 1970, 1973, 1974, 1975                                                  |
| Ciudad Nueva                     | 7                 | 1953, 1954, 1955, 1956, 1957, 1959, 1961                                                  |
| Cerro Porteño                    | 6                 | 1962, 1963, 1964, 1965, 1966, 1967                                                        |
| Libertad                         | 5                 | 1949, 1950, 1951, 2012, 2014                                                              |
| Deportivo San José               | 1                 | 2003                                                                                      |
| Universidad Autónoma de Asunción | 1                 | 2001                                                                                      |
| Club Área 4                      | 1                 | 2000                                                                                      |